# I★my★me★mine/EZ DO DANCE
「I★my★me★mine/EZ DO DANCE」（アイマイミーマイン/イージードゥダンス）は、Dream5の6枚目のシングル。2012年5月2日にavex traxから発売された。

## 概要
- Dream5初の両A面シングル。
- 「I★my★me★mine」は、前作に引き続きテレビ東京系アニメ『たまごっち!』のオープニング・テーマ。ダンサーの3人も歌っている。
- 「EZ DO DANCE」は、TRFの同名曲のカバー。自身出演のイトーヨーカドー「Dancingood day」のCMソングである。
- イトーヨーカドーイベント限定盤には外付け特典としてスペシャルメイキングDVDがついている。

## 収録曲

### 通常盤
CD
1. I★my★me★mine [4:00]
作詞：leonn、作曲：松田純一、編曲：日比野裕史
2. EZ DO DANCE [4:24]
作詞・作曲：小室哲哉、編曲：渡辺徹
3. I★my★me★mine ダイスキver [1:35]
4. ドリ5学園生活ドラマ〜生徒会メンバーと新井先生 [18:27]
5. I★my★me★mine（Instrumental）[4:00]
6. EZ DO DANCE（Instrumental）[4:21]

DVD
1. I★my★me★mine（Music video）
2. EZ DO DANCE（Music video）
3. I★my★me★mine（振りビデオ）
4. EZ DO DANCE（振りビデオ）
5. I★my★me★mine ダイスキver（大原優乃振付振りビデオ）
6. ドリ5学園ダンス部パフォーマンス映像Part II（玉川桃奈・高野洸・大原優乃）

### mu-moショップ限定盤
CD
1. I★my★me★mine
2. EZ DO DANCE
3. ドリ5学園学校生活ドラマ[注 1]

### イトーヨーカドーイベント限定盤
CD
1. I★my★me★mine
2. EZ DO DANCE
3. I★my★me★mine（Instrumental）
4. EZ DO DANCE（Instrumental）

DVD
1. I★my★me★mine（Music video）
2. EZ DO DANCE（Music video）
3. ドリ5学園ダンス部パフォーマンス映像Part II